# Parafia Matki Bożej Częstochowskiej w Wodzisławiu Śląskim
Parafia Matki Bożej Częstochowskiej – parafia rzymskokatolicka znajdująca się w Wodzisławiu Śląskim, w dzielnicy Wilchwy. Parafia należy do dekanatu wodzisławskiego.